# Thủy điện Bảo Lộc
Thủy điện Bảo Lộc là thủy điện xây dựng trên dòng sông La Ngà tại vùng đất xã Lộc Nam Bảo Lâm tỉnh Lâm Đồng, Việt Nam.
Thủy điện Bảo Lộc có công suất lắp máy 24 MW với 2 tổ máy, sản lượng điện hàng năm 128,6 triệu KWh, khởi công tháng 3/2005, hoàn thành tháng 12/2009. Nước từ đập chính được dẫn tới nhà máy điện ở phía xuôi dòng cỡ 3 km.

## Sông La Ngà

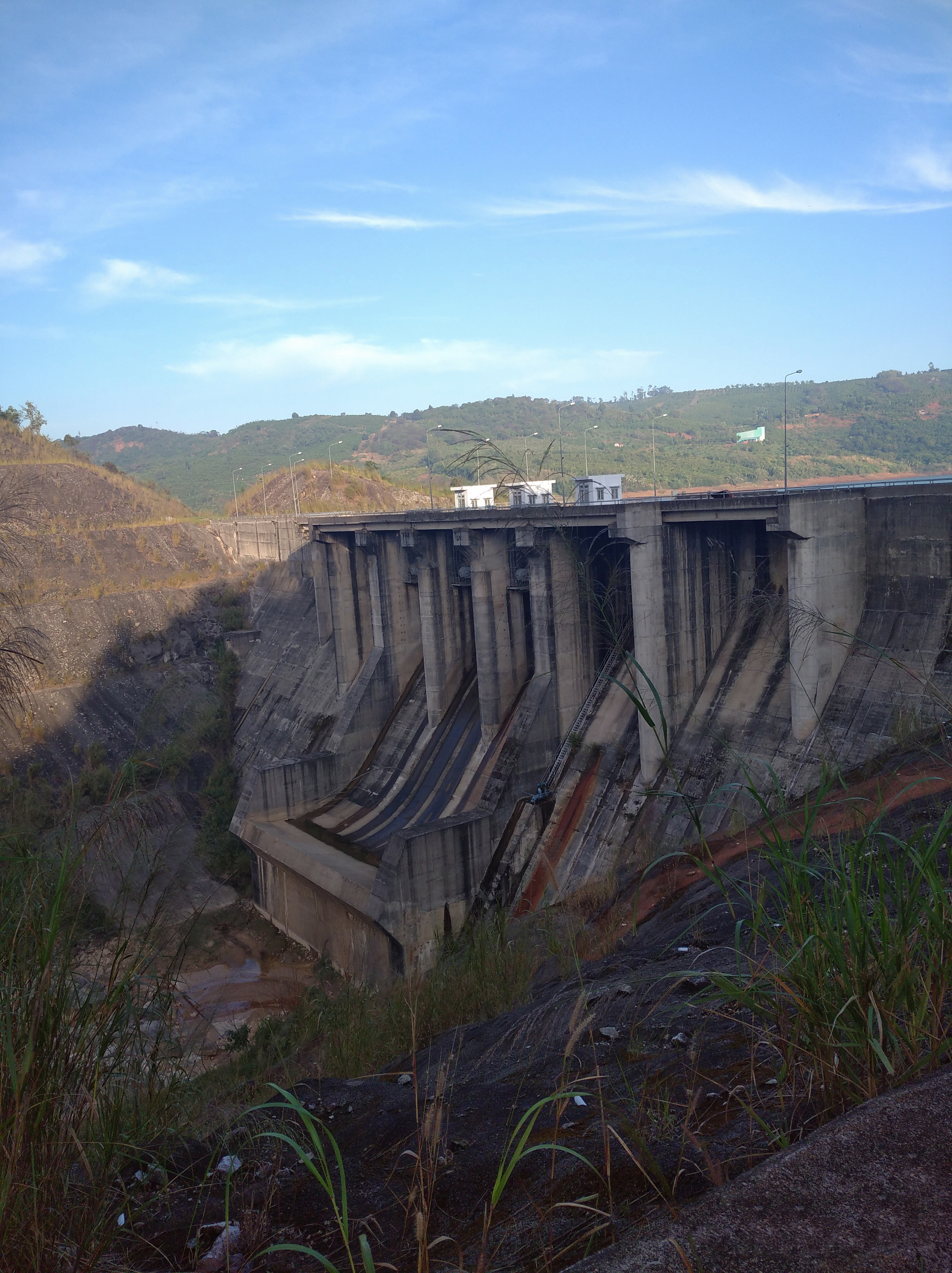
Cửa xả của Thủy điện Bảo Lộc.

Sông La Ngà có dòng thượng nguồn là sông Đại Nga, gọi theo tiếng K'Ho là Da R'Nga. Theo các nhà địa dư chí thì tên La Ngà có gốc là Da R'Nga. Sông này bắt nguồn từ các suối ở núi Boun Trao cao 1469 m ở ranh giới 3 xã Lộc Bảo, Lộc Phú và Lộc Lâm 11°45′41″B 107°44′30″Đ / 11,761452°B 107,741779°Đ.
Sông chảy uốn lượn về hướng đông nam, rồi nam, qua rìa phía đông thị xã Bảo Lộc. Tại đây quốc lộ 20 qua sông ở cầu Đại Nga.
Tới xã Lộc Nam thì có tên sông La Ngà 11°24′10″B 107°54′21″Đ / 11,402912°B 107,905879°Đ. Từ đó sông chảy qua huyện Tánh Linh và đổ vào sông Đồng Nai.

## Công trình liên quan
- Thủy điện Đại Nga 11°32′26″B 107°52′20″Đ / 11,540448°B 107,872343°Đ ở thượng nguồn, trên sông Đại Nga ở thị xã Bảo Lộc, có công suất lắp máy 10 MW với 3 tổ máy, khởi công tháng 05/2008 [6] hoàn thành tháng 09/2015 [7].
- Thủy điện Hàm Thuận - Đa Mi ở hạ nguồn trên sông La Ngà, có công suất 300 MW, khởi công năm 1997, hoàn thành năm 2001.[8][9] 11°17′20″B 107°52′24″Đ / 11,28889°B 107,87333°Đ

## Tác động môi trường dân sinh
Trong quá trình thi công kênh dẫn Thủy điện Bảo Lộc đã nhiều lần nổ mìn để đá văng vào khu dân cư, gây hư hại nhà cửa đồ dùng của người dân. Thủy điện cũng làm nguồn nước ngầm ở một số khu vực cạn kiệt, gây khó khăn cho sinh hoạt của người dân.